# Leszek Józef Walkiewicz
Leszek Józef Walkiewicz (ur. 18 listopada 1938 w Starachowicach) – dziennikarz, żeglarz, podróżnik, fotoreporter, pedagog, przewodnik i pilot turystyczny. Absolwent Technikum Budowy Samochodów w Starachowicach. Mgr inż. odlewnictwa. Ukończył w 1962 roku Wydział Odlewnictwa Akademii Górniczo-Hutniczej w Krakowie. Uzupełniał wykształcenie na dwóch dwuletnich studiach podyplomowych: AGH – informatyka w przemyśle i w Politechnice Koszalińskiej – Studium Pedagogiczne.

## Praca zawodowa
Kolejno był zatrudniony w latach: 1962–1964 w Zakładach „Mesko” w Skarżysku Kamiennej; 1965–1971 w Fabryce Obrabiarek „Rafamet” w Kuźni Raciborskiej; 1971–1989 w Fabryce Maszyn Rolniczych w Darłowie i równocześnie nauczyciel przedmiotów zawodowych w Zespole Szkół Morskich w Darłowie; 1990–1991 w duńsko-polskiej Spółce „Agrocorm” w Darłowie, w 1992–2000 nauczyciel mianowany w Zakładach Doskonalenia Zawodowego w Słupsku; Od 1999 r. rzecznik Burmistrza Miasta Darłowo.

## Życiorys
Syn Władysława i Leokadii. 11 maja 1963 roku zawarł związek małżeński z Danutą Kaczmarską. Z tego związku przyszły na świat dwie córki: Edyta i Magdalena.
W latach 1994–1998 był radnym i członkiem zarządu miasta oraz przez kilka miesięcy wiceburmistrzem Darłowa. Od 1988 r. jest prezesem Towarzystwa Przyjaciół Ziemi Darłowskiej odznaczonego Medalem Zasłużonego dla Miasta Darłowa. W latach 80. i 90. XX w. znajdował się we władzach Koszalińskiego Towarzystwa Społeczno-Kulturalnego w Koszalinie i w Darłowie. Członek Stowarzyszenia Polskich Mediów. Od 1990 r. członek redakcji i następnie redaktor „Echa Darłowa”, od 1993 redaktor Darłowskich Zeszytów Naukowych, od 1999 r. redaktor „Wiadomości Darłowskich”.
Artykuły i zdjęcia publikował w „Morzu”, „Na Przełaj”, „Głosie Koszalińskim”, „Głosie Pomorza”, „Kurierze Szczecińskim”, „Dzienniku Bałtyckim”, „Obserwatorze Lokalnym”, „Gazecie Wyborczej”, „Pomeranii”, „Roczniku Koszalińskim”, „Roczniku Słupskim”, „Dorzeczu”, „Zeszytach Sławieńskich”, „Wędrowcu Zachodniopomorskim”, „Fokusie”, „Czasie Morza”. Współpracuje z Radiem Koszalin, regionalnymi gazetami i portalami internetowymi. Inicjator i organizator historycznych sesji naukowych o dziejach regionu jest licencjonowanym przewodnikiem po województwie zachodniopomorskim, pilotem wycieczek i prezesem koła przewodników w Darłowie. Od ponad 10 lat jest członkiem Rady Muzealnej w Muzeum Zamek Książąt Pomorskich w Darłowie i od 2016 r. jej przewodniczącym. Odwiedził ponad 100 krajów na 6 kontynentach.

## Ważniejsze publikacje[1][3]

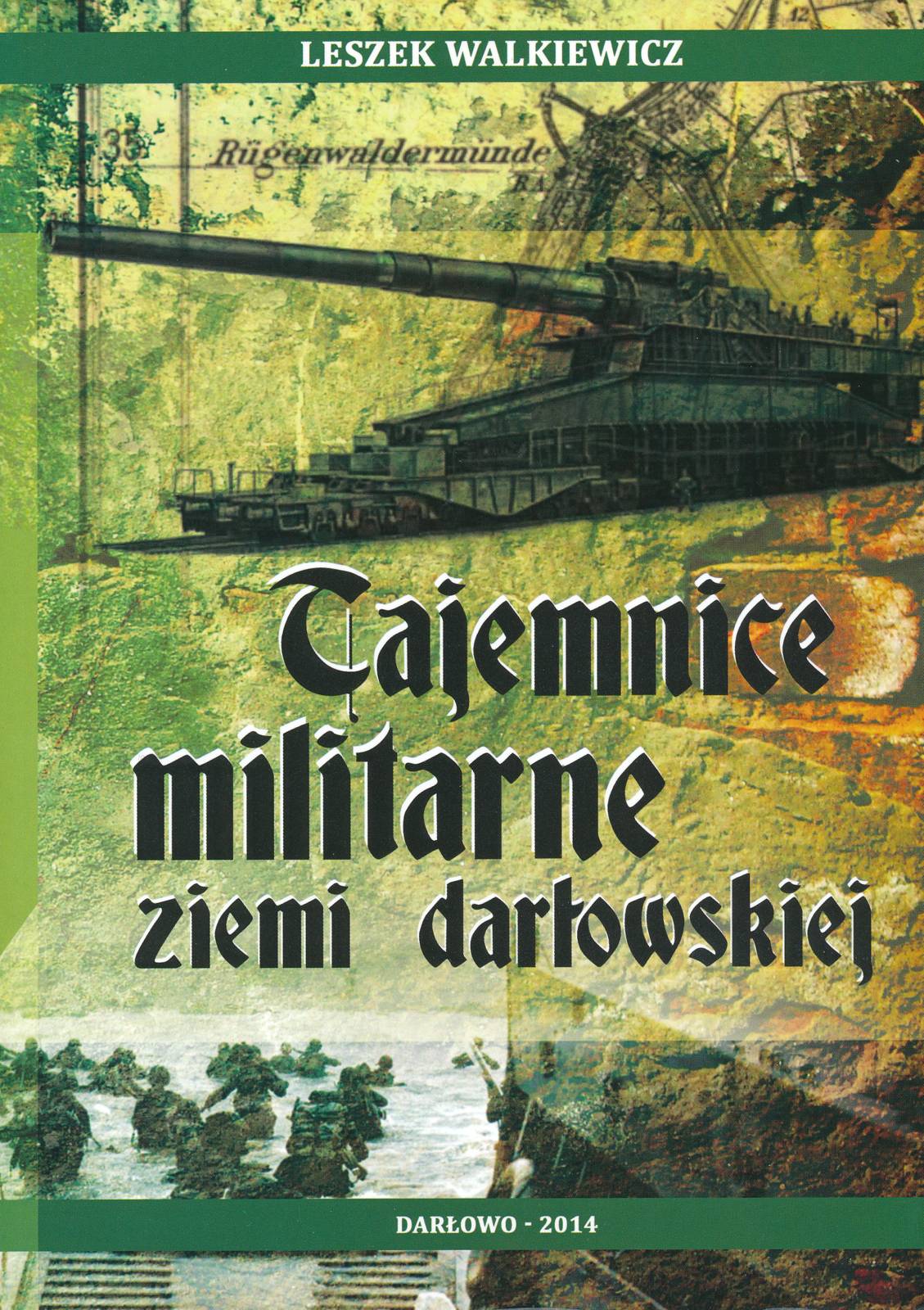
Leszek Walkiewicz, Tajemnice militarne ziemi darłowskiej

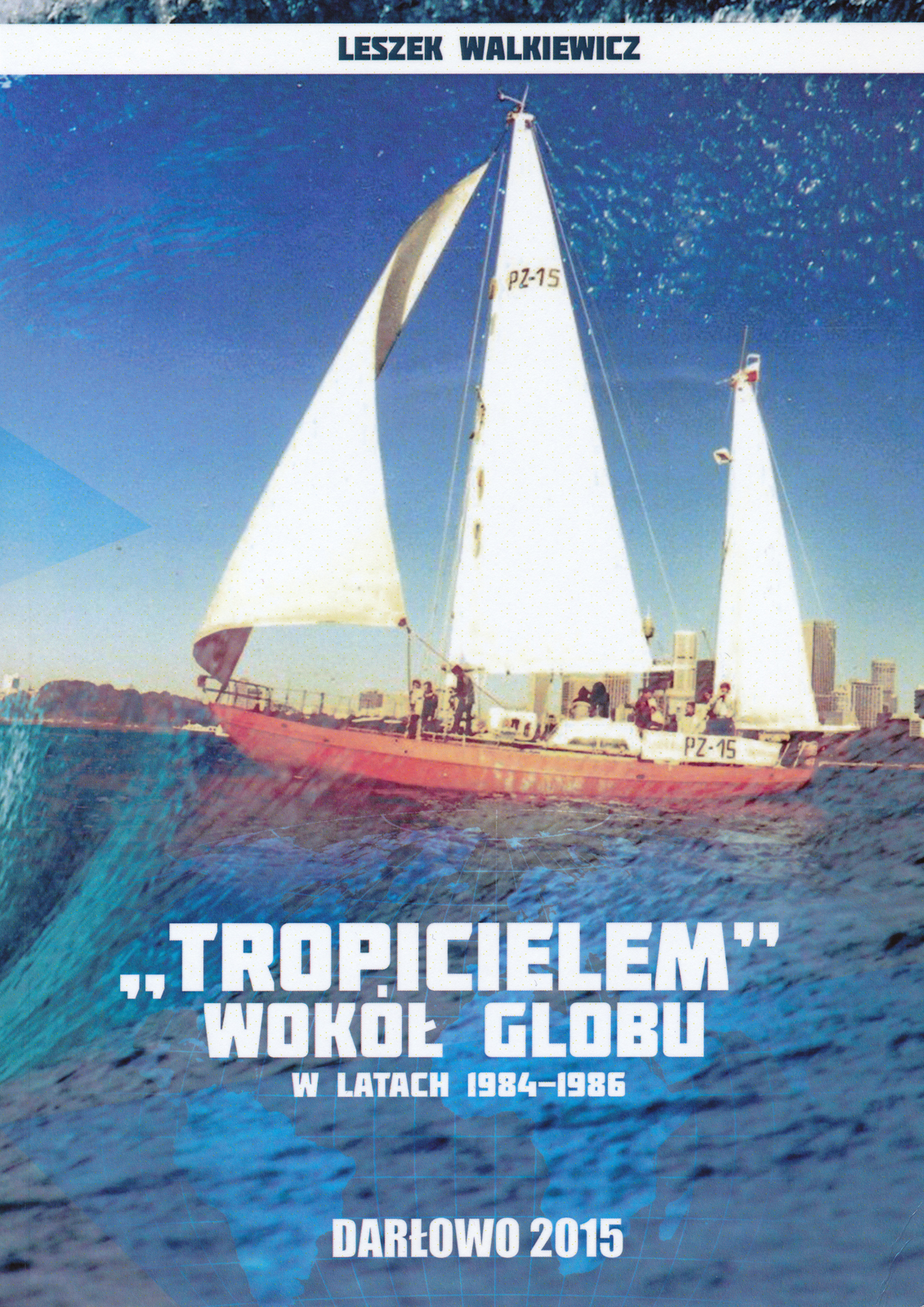
Leszek Walkiewicz, Tropicielem wokół globu

- Darłowo w starej fotografii współautor z Markiem Żukowskim, Towarzystwo Przyjaciół Ziemi Darłowskiej – 1994 Darłowo
- Eryk Pomorski (szkic biograficzny), Towarzystwo Przyjaciół Ziemi Darłowskiej – 1997, ISBN 83-90869-70-5
- Darłowo zarys dziejów, współautor z Markiem Żukowskim, Darłowski Ośrodek Kultury, 2005 Darłowo, ISBN 83-90869-75-6
- Z dziejów portu nad Wieprzą, (Darłowo Historia Portu nad Wieprzą) Zarząd Portu Morskiego Darłowo Sp. z o.o., 2005 Darłowo
- Nasze 60 lat, G. S. Samopomoc Chłopska, Darłowo 2006
- Zarys mennictwa i pieniądze zastępcze w Ziemi Darłowskiej, Towarzystwo Przyjaciół Ziemi Darłowskiej, Darłowo 2007
- Almanach darłowskich organizacji pozarządowych 2010, Towarzystwo Przyjaciół Ziemi Darłowskiej, Darłowo 2010, ISBN 978-83-908697-7-2
- Siedem Wieków herbu Darłowa, Darłowski Ośrodek Kultury, 2012 Darłowo, ISBN 978-83-60404-22-5
- Tajemnice militarne ziemi darłowskiej, Towarzystwo Przyjaciół Ziemi Darłowskiej, 2014 Darłowo, ISBN 978-83-93926-62-6
- Kronika Ziemi Darłowskiej, Sagittarius Wydawnictwo – Drukarnia, 2014 Darłowo, ISBN 978-83-939266-0-2
- Utwory Poetyckie o Darłowie i wiersze poetów darłowskich, pod red. Leszka Walkiewicza, „Sagittarius” Wydawnictwo Drukarnia, 2014 Darłowo, ISBN 978-83-93926-61-9
- Tropicielem wokół globu w latach 1984-1986, Towarzystwo Przyjaciół Ziemi Darłowskiej, 2015 Darłowo, ISBN 978-83-908697-9-9
- Książęta i władcy Ziemi Darłowskiej do połowy XVII wieku, Darłowski Ośrodek Kultury, 2021 Darłowo, ISBN 978-83-961631-0-3
- Darłowskie Zeszyty Naukowe, Towarzystwo Przyjaciół Ziemi Darłowskiej: Nr 4 – 1993, Nr 1, 2, 3 – 1994, Nr 5 – 1994, nr 6 – 1995, Nr 7 – 2002, Nr 8 – 2009, Nr 9 – 2010, Nr 10 – 2012, Nr 11 – 2015, Nr 12 – 2017, nr 13 – 2019.

## Nagrody i wyróżnienia[1]
- 1979 – Brązowy Krzyż Zasługi
- 1982 – Zasłużony Pracownik Fabryki Maszyn Rolniczych
- 1983 – Odznaka „Zasłużony Działacz Kultury”
- 1984 – Złoty Krzyż Zasługi
- 1984 – Medal 40-lecia Polski Ludowej
- 1986 – Nagroda Otwartego Mostu
- 1986 – Odznaka Honorowa Za Zasługi w Rozwoju Województwa Koszalińskiego
- 1995 – Honorowa Za Zasługi dla Oświaty
- 1995 – Złota Odznaka Centralnego Związku Spółdzielczości Mieszkaniowej
- 1996 – Srebrna Odznaka Honorowa Polskiego Komitetu Pomocy Społecznej
- 1997 – Odznaka Honorowa Zasłużony dla Województwa Koszalińskiego
- 2005 – Krzyż Kawalerski Orderu Odrodzenia Polski
- 2006 – Złoty Denar Eryka Pomorskiego
- 2008 – Złota Honorowa Odznaka Polskiego Towarzystwa Turystyczno–Krajoznawczego
- 2008 – Złota Honorowa Odznaka Gryfa Pomorskiego
- 2011 – Odznaka Za Zasługi dla Związku Kombatantów RP i Byłych Więźniów Politycznych
- 2011 – Medal Komisji Edukacji Narodowej
- 2012 – Medal Złoty Za Długoletnią Służbę
- 2013 – Medal za Długoletnie Pożycie Małżeńskie
- 2014 – Odznaka Zasłużony Działacz Ruchu Spółdzielczego
- 2016 – Kombatancki Krzyż Zwycięstwa
- 2018 – Medal 100-lecia Odzyskania Niepodległości
- 2019 – Zasłużony dla Powiatu Sławieńskiego[4]

## Ważniejsze rejsy
Na kilkunastu jachtach, jako sternik morski, przepłynął ponad 50 tys. mil morskich.
- 1984-1986 – s/y „Tropiciel”: Szlakiem Władysława Wagnera na 75–lecie ZHP załogowy rejs wokół globu. Rejs otrzymał nagrodę Srebrnego Sekstantu[1],
- 1996 – s/y „Gwarek”: Kołobrzeg – Turku – Sandvik – Mariehamn – Stockholm – Visby – Kalmar – Christiansø – Svaneke – Kołobrzeg,
- 2000 – s/y „Kapitan Głowacki”: Bergen – Lerwick – Kirkwall – Inverness – Kanał Kaledoński – Bangor – Douglas – Dublin – Plymouth – Havr.